# Зіненко Валерія Вікторівна
Валерія Вікторівна Зіненко (нар. 6 листопада 1995) — українська легкоатлетка, яка спеціалізується в бігу на довгі дистанції, чемпіонка України.
На національних змаганнях до 2021 представляла Полтавську область. Тренувалась у Олексія Гончара та Руслана Савчука.
Починаючи з 2022, виступає за Донецьку область. Тренується під керівництвом Руслана Савчука.

## Основні міжнародні виступи
| Рік  | Змагання                            | Місто   | Місце | Дисципліна      |
| ---- | ----------------------------------- | ------- | ----- | --------------- |
| 2013 | Чемпіонат Європи з кросу            | Белград | 75    | крос 4 км U20   |
| 2014 | Чемпіонат Європи з кросу            | Самоков | 36    | крос 3,9 км U20 |
| 2015 | Чемпіонат Європи з кросу            | Єр      | 32    | крос 4,2 км U23 |
| 2016 | Чемпіонат Європи з кросу            | Чіа     | 13    | крос 6,3 км U23 |
| 2017 | Чемпіонат Європи серед молоді       | Бидгощ  | 12    | 10000 м         |
| 2017 | Чемпіонат Європи з кросу            | Шаморін | 14    | крос 6,3 км U23 |
| 2018 | Кубок Європи з бігу на 10000 метрів | Лондон  | 25    | 10000 м         |
| 2018 | Чемпіонат Європи з кросу            | Тілбург | 53    | крос 8,3 км     |
| 2019 | Кубок Європи з бігу на 10000 метрів | Лондон  | 23    | 10000 м         |
| 2022 | Кубок Європи з бігу на 10000 метрів | Пасе    | 4     | 10000 м         |
| 2023 | Кубок Європи з бігу на 10000 метрів | Пасе    | 2     | 10000 м         |